# Joana Biarnés
Joana Biarnés Florensa (Tarrasa, Barcelona, 1935-Ibidem, 19 de diciembre de 2018) fue una fotógrafa española considerada la primera mujer fotoperiodista de España.
Fue hija de Roser Florensa y Joan Biarnés, fotógrafo deportivo, cuyo laboratorio se convirtió en espacio de encuentro y aprendizaje. Él era uno de los pocos fotoperiodistas de su ciudad, su profesión en plena postguerra le permitió ser corresponsal de la comarca para publicaciones como Destino, El Mundo Deportivo, Vida Deportiva o Lean.
La obra fotográfica de Joana es custodiada, investigada y difundida por la Fundación Photographic Social Vision.
Sus imágenes reflejan una etapa clave del siglo XX y los inicios de la democracia siendo un testimonio de la sociedad cambiante. 

## Inicios
A los 18 años comenzó a ayudar a su padre en sus colaboraciones para publicaciones deportivas sobre fútbol, ciclismo, hockey sobre hierba y otros. Fue la primera fotógrafa española que adoptó la carrera profesional de reportera gráfica. Se inició en la fotografía cuando era pequeña y ayudaba en el laboratorio a su padre.
Estudió en la Escuela de Periodismo de Barcelona. El profesor Del Arco, al enterarse de que no le gustaba hacer fotos de corridas de toros por la sangre, le mandó hacer un reportaje de cómo se mataban todo tipo de animales en el matadero. Joana realizó el reportaje añadiendo fotos del museo de los horrores donde tenían animales aberrantes con malformaciones. Un veterinario que iba a publicar un libro sobre los mataderos le compró las fotografías para incluirlas en el libro. Cuando terminó la carrera de Periodismo se le cerraron las puertas para trabajar, de modo que a menudo trabajó con su padre. Cubría acontecimientos deportivos y, por el hecho de ser mujer, fue objeto de una fuerte hostilidad. A pesar de que tenía las acreditaciones necesarias para trabajar como reportera, protagonizó situaciones absurdas, como cuando un árbitro paró un partido de fútbol para tratar de impedir que una mujer hiciera fotos al campo.

## Trayectoria
En septiembre de 1962 cubrió la riada que inunda Tarrasa, ciudad donde vive y publica el reportaje en el semanario Por qué; sus fotografías se emitieron también a través de TVE.
El 10 de octubre de 1963, Joana venía de cubrir el V Premio Internacional de Otoña de motociclismo disputado en el madrileño Circuito del Retiro, cuando se encontró en el aeropuerto de Barcelona con Carlos María Franco, relaciones públicas de Pueblo. Él le propuso cubrir un acto en Barcelona al día siguiente y en titulado la Cenicienta de Pueblo. El reportaje le gustó al director de Pueblo, Emilio Romero, que la llamó para ofrecerle un trabajo como colaboradora, le pagarían por imagen publicada en el diario. 
Ese año se trasladó a vivir en Madrid. Pueblo era el órgano oficial de los Sindicatos Verticales, con ediciones en Madrid, Barcelona, Sevilla, Bilbao y Zaragoza, siendo uno de los periódicos con mayor difusión de España en la década de los sesenta. Allí trabajó con César Lucas, Quique Verdugo y Raúl Cancio, entre otros. Para ese medio viajó por España y el extranjero, retratando la sociedad y la cultura con especial atención a la moda y la escena musical. Fotografió a celebridades como Jackie Kennedy, Julio Iglesias, Lola Flores, Luis Buñuel, Orson Welles, Rudolf Nuréyev y Salvador Dalí.
Atrevida y gran profesional, como reportera gráfica se arriesgaba mucho con tal de conseguir la noticia que buscaba. Trabajó también en muchos grandes acontecimientos sociales de la época.
En Madrid conoció al periodista francés Jean Michel Bamberger, que producía el programa Ustedes son formidables, de Alberto Oliveras. 
En 1965 cubrió el concierto de los Beatles en Madrid. A través del encargado de relaciones públicas de la compañía Iberia, Biarnés consiguió una plaza en el mismo avión que tomó el grupo en su traslado a Barcelona, ello le permitió tomarles unas fotos hasta que los guardaespaldas se lo impidieron. En el hotel Avenida Palace de Barcelona esquivó al equipo de seguridad subiendo por el montacargas, llamó a la puerta de la suite donde se alojaban y les preguntó si podía hacerles más fotografías. La invitaron a pasar y allí estuvo durante tres horas obteniendo un reportaje insólito del paso de los Beatles por España. Al día siguiente ofreció este trabajo al diario Pueblo, que lo rechazó porque porque ya habían informado de eso el día anterior. Biarnés regaló el reportaje a la revista Ondas que abrió en la portada esta exclusiva.
En 1967 pasa de ser colaboradora en Pueblo a firmar un contrato, esto la convierte en la primera mujer fotoperiodista en plantilla en un periódico de España.
Durante años fue la fotógrafa del cantante Raphael. Realizó reportajes a Sara Montiel, la duquesa de Alba, Sammy Davis Jr., Sebastián Palomo Linares, Lola Flores, Audrey Hepburn, Tom Jones, el Cordobés y Joan Manuel Serrat. Acompañó a Massiel a París a comprar el vestido para el festival de Eurovisión. Cuando en la tienda de Dior les dijeron que no tenían nada adecuado, Joana sugirió ir a Courrèges, donde compraron el vestido que lució cuando ganó el Festival de Eurovisión de 1968.
En 1970 contrajo matrimonio con el periodista Jean Michel Bamberger en Versalles, Francia.
En una ocasión le encargaron que fuera a ver a Salvador Dalí y le pidiera que pintara el número que creía iba a salir premiado en la lotería de Navidad. Dalí pintó el número 60477. En el periódico le dijeron que ese número no entraba en el bombo. Así que volvió y le pidió a Dalí que lo rectificase y entonces borró el número anterior y pintó el número 50477.
Para hacer un reportaje sobre el director Roman Polanski se hizo pasar por la esposa de José Luis Navas y le preparó una paella. Para el reportaje del bailarín Rudolf Nureyev se hizo pasar por la secretaria del bailarín Antonio.
En el diario Pueblo realizaba una página dedicada a la moda al estilo de las revistas Vogue y Elle. Para el año 1973, dejó el diario Pueblo y se fue a trabajar para Raphael. Luis María Anson la fichó para el diario ABC y la revista Blanco y Negro, y forma equipo habitualmente con la periodista Natalia Figueroa. Cubre la ceremonia de los Óscar de Hollywood.
Ese mismo año, con un grupo de compañeros, Joana fundó la agencia fotográfica Sincropress. Entre 1975 y 1977 dirigió alternativamente los equipos gráficos de la agencia Contifoto y Cosmo Press; cierra SincroPress. Deja Cosmo Press para fundar la agencia Heliopress, con la que viaja a diferentes países, sobre todo latinoamericanos. 
Dejó el trabajo de prensa en 1984, en desacuerdo con el estilo amarillista que se había impuesto en la profesión y del fenómeno de los paparazzi.. Abrió el restaurante Cana Joana en Ibiza, considerado uno de los mejores de las Islas Baleares. Participó en un episodio del programa de cocina Con las manos en la masa de Elena Santonja. 
Hacia 2001 se le diagnosticó una maculopatía degenerativa que le fue disminuyendo la visión. En 2007 cerró el restaurante y se jubiló. Luego se instaló con su marido en el municipio de Viladecavalls, cerca de su natal Barcelona. 
En 2012 su archivo fue redescubierto por casualidad cuando un documentalista, que buscaba imágenes de inundaciones en la Cataluña de 1962
La Fundación Photographic Social Vision es representante del Archivo Joana Biarnés desde 2014, trabajando a la par junto a la fotógrafa. Durante cinco años este fondo fue investigado y digitalizado. Se han organizado diversas exposiciones para difundir su obra. 
En 2016 solo le quedaba un 30 % de visión. El 25 de octubre de 2017 se presentó su libro Joana Biarnés. Disparando con el corazón en el Centro Cultural Conde Duque de Madrid. En diciembre de 2017 expuso en el Palau Robert de Barcelona una selección de 90 fotografías de su amplio archivo fotográfico que muestran la España de la postguerra civil. Falleció en Barcelona el 19 de diciembre de 2018, a los 83 años.
En su honor, la Fundación Photographic Social Vision gestiona la Beca Joana Biarnés dirigida a jóvenes fotoperiodistas mayores de edad y menores de 35 años para propiciar que visibilicen temáticas de necesaria difusión y reflexión social, centrándose en la geografía nacional. Esta beca responde al deseo de Joana de apoyar a las nuevas generaciones de fotoperiodistas. Hasta 2024 se han entregado 6 becas y este año 2025 realizará la sexta edición. 

## Premios y reconocimientos
- 2018 Premio Graffica. Murcia.

- 2017 Recibe la Medalla de Honor del Ayuntamiento de Terrassa.

- 2016 Distinción. Un siglo de fotografía de moda (colectiva). Museu del Disseny, Barcelona.

- 2016 Premio Juan José Castillo de Periodismo, El Mundo Deportivo.
- 2016 Premio Agulla de Plata del Festival Revela’t.
- 2016 Premio Insignia de Oro de la AIG (Asociación de Informadores Gráficos). Logroño, La Rioja.
- 2014 Premio de la Federació d’Associacions d’Editors de Premsa, Revistes i Mitjans Digitals. Barcelona.
- 2014 Reconocimiento con la Creu de Sant Jordi de la Generalitat de Catalunya.

- 2014 La Generalidad de Cataluña le concedió la Cruz de Sant Jordi.[14]
- 1964 Premio del Mérito a la Información Gráfica[1]

## Publicaciones
- Joana Biarnés. Disparando con el corazón. (2017) Editorial Blume ISBN 9788417056087

## Documental
En 2016 se estrenó el documental Joana Biarnés, una entre todos sobre su vida, su trabajo y su aportación a la historia del periodismo gráfico en España.  Con guion y dirección de Óscar Moreno y Jordi Rovira, y realización y posproducción de Xavier Baig, el documental se cofinanció a través de una campaña de micromecenazgo en la plataforma Verkami. Fue coproducido por Televisión Española y Televisión de Cataluña, y contó con el apoyo de la Diputación de Barcelona, el Instituto Catalán de las Mujeres, el Departamento de Cultura de la Generalidad de Cataluña y la Fundación Photographic Social Vision.

## Exposiciones
| Año  | Tema                                                                                                   | Lugar                                                                                            |
| ---- | --- | ------------------------------------------------------------------------------------------------ |
| 2025 | Joana Biarnés. Moda a pie de calle.                                                                    | Museo Boca del Cavari. Benidorm.                                                                 |
| 2024 | Joana Biarnés. Moda a pie de calle.                                                                    | Museo provincial de Teurel.                                                                      |
| 2024 | Memòria encesa.                                                                                        | The Eleven Gallery. Girona.                                                                      |
| 2023 | Tros de dona, exposición colectiva, Museu de la Vida Rural                                             | L’Espluga de Francolí, Girona.                                                                   |
| 2023 | Joana Biarnés. Madrid – Moda a pie de calle                                                            | Sala Canal de Isabel II, Madrid.                                                                 |
| 2022 | Visca el Pop!, exposició col·lectiva                                                                   | El Palacín, León                                                                                 |
| 2022 | Disparando con el corazón – Mit dem Herzen gesehen. f3                                                 | Freiraum fúr fotografie, Berlín.                                                                 |
| 2022 | Dives i còmplices. Retrats de la Transició.                                                            | Espai de Cultura Contemporània Les Bernardes. Salt, Girona.                                      |
| 2022 | Joana Biarnés. A contracorriente.                                                                      | Sala Velázquez de la Fundación Cajasol, Sevilla.                                                 |
| 2021 | Joana Biarnés. Disparando con el corazón                                                               | Festival Fotomatón de fotografía, Orihuela, Alicante.                                            |
| 2020 | Joana Biarnés. Moda a pie de calle.                                                                    | Sala Muncunill. Terrassa.                                                                        |
| 2019 | Joana Biarnés. Moda a pie de calle.                                                                    | Tinglado 2, centre d’Art Tarragona.                                                              |
| 2019 | Joana Biarnés. Disparant amb el cor.                                                                   | Casa de Cultura de Girona, Girona.                                                               |
| 2018 | Moda y fotografía. Exposición colectiva.                                                               | Museo del Traje, festival PhotoEspaña, Madrid.                                                   |
| 2018 | Joana Biarnés. Disparant amb el cor.                                                                   | Festival In Cadaqués, Cadaqués, Girona.                                                          |
| 2018 | Joana Biarnés. Disparant amb el cor.                                                                   | Castell de Rubí, Rubí, Barcelona.                                                                |
| 2017 | La fotografía como espacio público, Colectiva.                                                         | Arts Santa Mónica, Barcelona.                                                                    |
| 2017 | El rostre, l’instant i el lloc.                                                                        | Centre Cultural El Casino, Manresa.                                                              |
| 2017 | Joana Biarnés. Disparant amb el cor.                                                                   | Festival Fine Art Igualada.                                                                      |
| 2017 | De l‘ombra a la llum. Exposición colectiva junto a Laia Abril y Sandra Balsells.                       | Fundación Setba, Barcelona.                                                                      |
| 2017 | Juana Biarnés. A contracorriente.                                                                      | La Lonja, Zaragoza.                                                                              |
| 2017 | Fotógrafa invitada en el Festival Formentera Fotogràfica.                                              | Festival Formentera Fotogràfica.                                                                 |
| 2017 | Joana Biarnés. El ojo cómplice.                                                                        | Sala del CDIS, UIMP, Santander.                                                                  |
| 2017 | Retratos. Juana Biarnés.                                                                               | Festival Internacional de Benidorm.                                                              |
| 2017 | Subasta en beneficio de la Fundación Balia                                                             | Museo Thyssen, Madrid.                                                                           |
| 2017 | Nuevas adquisiciones de fotografía de la Colección Nacional de la Generalitat de Catalunya (colectiva) | Arts Santa Mònica, Barcelona.                                                                    |
| 2017 | Joana Biarnés. A contracorrent.                                                                        | Palau Robert, Barcelona.                                                                         |
| 2016 | El rostre, l’ instant i el lloc.                                                                       | Museu d’Art Jaume Morera, Lleida.                                                                |
| 2016 | Distinción. Un siglo de fotografía de moda (colectiva).                                                | Museu del Disseny, Barcelona.                                                                    |
| 2016 | Juana Biarnés. A contracorriente.                                                                      | Sala Fernando Fernán Gómez, Festival PhotoEspaña, Madrid.                                        |
| 2016 | Joana Biarnés i The Beatles, 1965.                                                                     | Sala de l´EMD de l´Estartit, Beatles Weekend 2016.                                               |
| 2016 | Joana Biarnés. Disparant amb el cor.                                                                   | IX Bienal de Fotografía Xavier Miserachs, Palafrugell.                                           |
| 2016 | Joana Biarnés. Disparant amb el cor.                                                                   | Galería Valid Foto, Barcelona.                                                                   |
| 2016 | Subasta Aficionarte (colectiva).                                                                       | Fundación Pequeño Deseo. Galería Senda, Barcelona.                                               |
| 2015 | The Beatles,1965.                                                                                      | Sala Estrella, Festival Revela´t 2015, Vilassar de Dalt, Barcelona.                              |
| 2015 | La parálisis cerebral desde la mirada de Joana Biarnés.                                                | Sala del Archivo Tobella y en itinerancia posterior en el Centro Cultural de Terrassa, Terrassa. |
| 2015 | Premio de la Federació d’Associacions d’Editors de Premsa                                              | Revistes i Mitjans Digitals. Barcelona.                                                          |
| 2014 | El rostre, l’instant i el lloc.                                                                        | Sala Muncunill, Terrassa.                                                                        |
| 2013 | XIII Seminario de fotografía y periodismo de Albarracín.                                               | Albarracín.                                                                                      |
| 2012 | 50.º aniversario de la riada de Tarrasa (colectiva).                                                   | Museu de Terrassa, Terrassa.                                                                     |
| 2005 | Fotógrafas pioneras de Cataluña (colectiva).                                                           | Palau Robert, Barcelona.                                                                         |